# Macroderes fornicatus
Macroderes fornicatus là một loài bọ cánh cứng trong họ Bọ hung (Scarabaeidae).